# شصت و پنجمین دوره جوایز بفتا
شصت و پنجمین دورهٔ جوایز بفتا  در خانه اپرای سلطنتی لندن برگزار شد . که فیلم آرتیست به کارگردانی میشل آزاناویسوس درخشید. این فیلم هر ۳ جایزه مهم بهترین فیلم سال، بهترین کارگردانی و بهترین بازیگر نقش اول مرد را برد . موفق‌ترین فرد این دوره میشل آزاناویسوس بود که علاوه بر برنده شدن بهترین کارگردانی، بفتای بهترین فیلم‌نامه غیراقتباسی را نیز از آن خود کرد. در این دوره فیلم جدایی نادر از سیمین اصغر فرهادی نیر کاندیدای بهترین فیلم غیر انگلیسی‌زبان شد که به آن نرسید. 

## نامزدی‌ها و جوایز
| بهترین فیلم | بهترین کارگردانی |
| --- | --- |

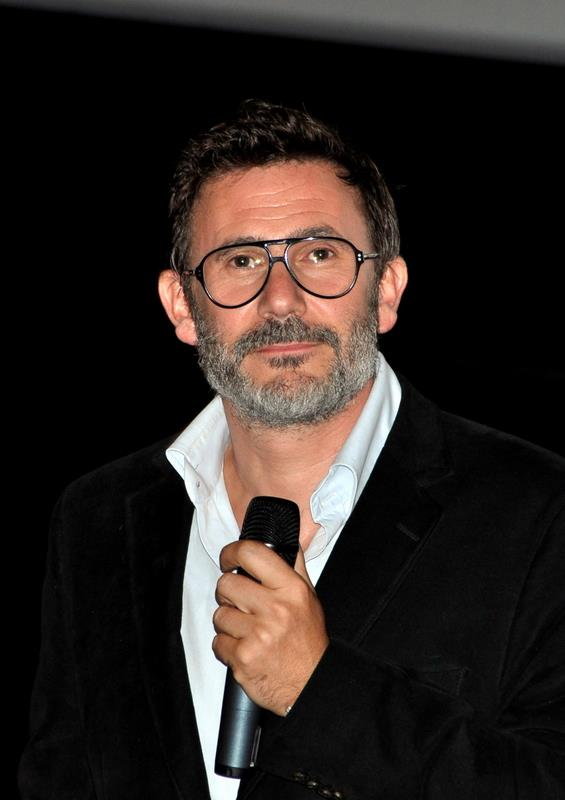
میشل آزاناویسوس, برنده بهترین کارگردانی

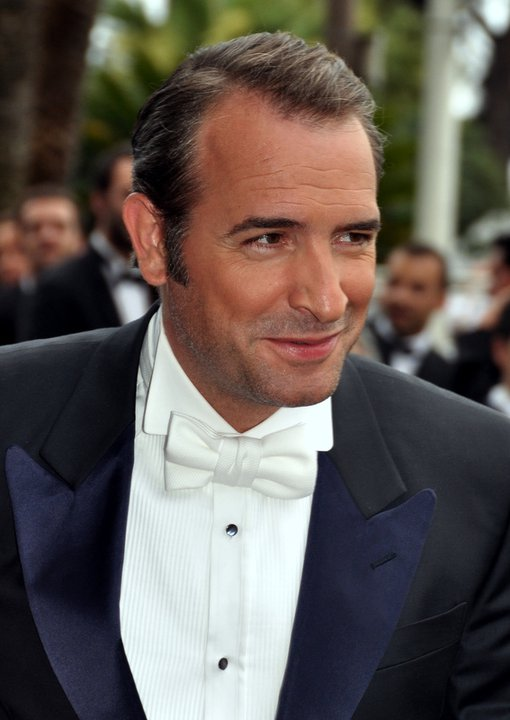
ژان دوژاردن, برنده بهترین بازیگر نقش اول مرد

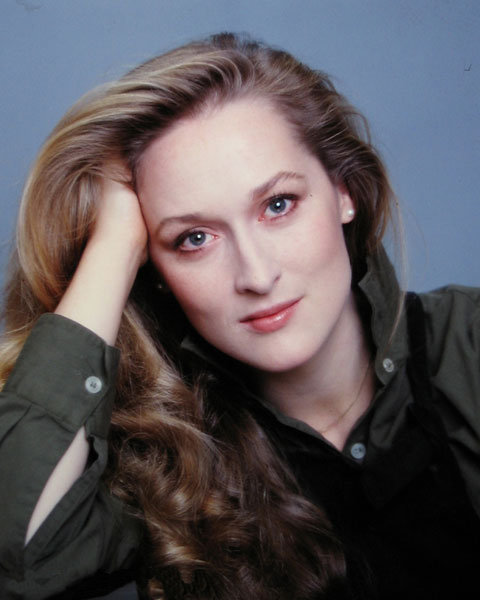
مریل استریپ, برنده بهترین بازیگر نقش اول زن

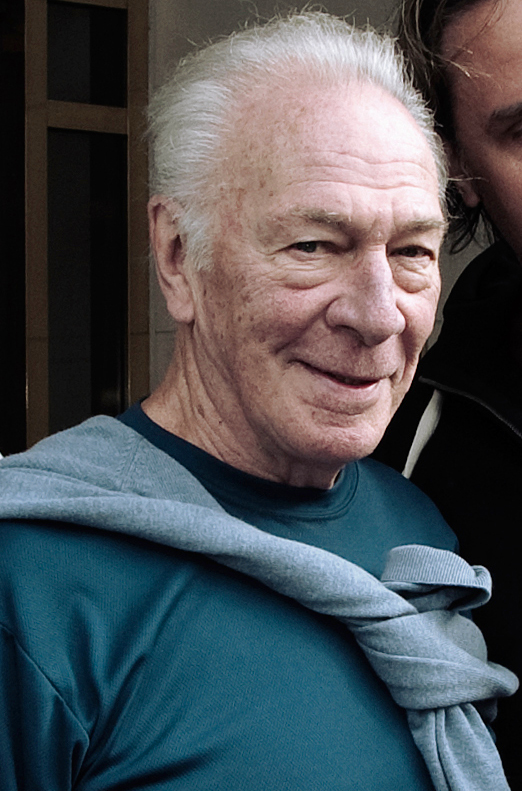
کریستوفر پلامر, برنده بهترین بازیگر نقش مکمل مرد

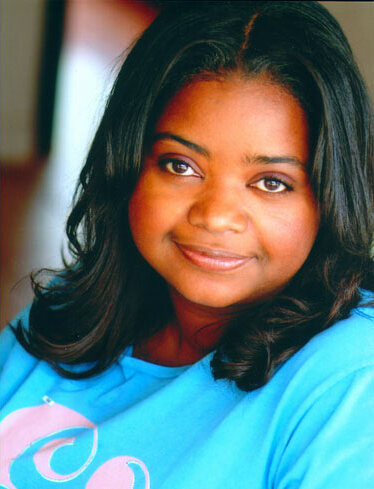
اکتاویا اسپنسر, برنده بهترین بازیگر نقش مکمل زن

| آرتیست - فرزندان - راندن - خدمتکاران (فیلم) - بندزن خیاط سرباز جاسوس (فیلم)                                                                                            | میشل آزاناویسوس – آرتیست - توماس آلفردسن – بندزن خیاط سرباز جاسوس (فیلم) - لین رمزی – باید درباره کوین صحبت کنیم (فیلم) - نیکولاس ویندینگ رفن – راندن - مارتین اسکورسیزی – هوگو (فیلم)                                                        |
| بهترین بازیگر نقش اول مرد | بهترین بازیگر نقش اول زن |
| ژان دوژاردن – آرتیست - جرج کلونی – فرزندان - مایکل فسبندر – شرم (فیلم ۲۰۱۱) - گری الدمن – بندزن خیاط سرباز جاسوس (فیلم) - برد پیت – مانیبال                            | مریل استریپ – بانوی آهنی (فیلم) - برنیس بژو – آرتیست - وایولا دیویس – خدمتکاران (فیلم) - تیلدا سوئینتن – باید درباره کوین صحبت کنیم (فیلم) - میشل ویلیامز (بازیگر) – هفته‌ای که با مریلین گذراندم                                              |
| بهترین بازیگر نقش مکمل مرد | بهترین بازیگر نقش مکمل زن |
| کریستوفر پلامر – تازه‌کارها - کنت برانا – هفته‌ای که با مریلین گذراندم - جیم برودبنت – بانوی آهنی (فیلم) - جونا هیل – مانیبال - فیلیپ سیمور هافمن – نیمه ماه مارس (فیلم) | اکتاویا اسپنسر – خدمتکاران (فیلم) - جسیکا چستین – خدمتکاران (فیلم) - جودی دنچ – هفته‌ای که با مریلین گذراندم - ملیسا مک‌کارتی – ساقدوش‌ها - کری مولیگان – راندن                                                                                  |
| فیلم‌نامه غیر اقتباسی | فیلم‌نامه اقتباسی |
| میشل آزاناویسوس – آرتیست - وودی آلن – نیمه‌شب در پاریس - جان مایکل مک‌دونا – نگهبان (فیلم ۲۰۱۱) - ابی مورگان – بانوی آهنی (فیلم) - انی مامولو, کریستن ویگ – ساقدوش‌ها     | Bridget O'Connor, Peter Straughan – بندزن خیاط سرباز جاسوس (فیلم) - جرج کلونی, گرانت هسلو, بو ویلیمن – نیمه ماه مارس (فیلم) - الکساندر پین, نت فکسون, جیم رش – فرزندان - تیت تیلور – خدمتکاران (فیلم) - استیون زایلیان, آرون سورکین – مانیبال |
| بهترین فیلمبرداری | طراحی لباس |
| آرتیست - دختری با خالکوبی اژدها (فیلم ۲۰۱۱) - بندزن خیاط سرباز جاسوس (فیلم) - اسب جنگی - هوگو (فیلم)                                                                   | آرتیست - بندزن خیاط سرباز جاسوس (فیلم) - جین ایر (فیلم ۲۰۱۱) - هوگو (فیلم) - هفته‌ای که با مریلین گذراندم |
| بهترین تدوین فیلم | بهترین گریم و آرایش مو |
| Senna - آرتیست - بندزن خیاط سرباز جاسوس (فیلم) - راندن - هوگو (فیلم)                                                                                                   | بانوی آهنی (فیلم) - آرتیست - هری پاتر و یادگاران مرگ - قسمت دوم - هوگو (فیلم) - هفته‌ای که با مریلین گذراندم |
| بهترین طراحی تولید | بهترین صدا |
| هوگو (فیلم) - آرتیست - اسب جنگی - هری پاتر و یادگاران مرگ - قسمت دوم - بندزن خیاط سرباز جاسوس (فیلم)                                                                   | هوگو (فیلم) - بندزن خیاط سرباز جاسوس (فیلم) - هری پاتر و یادگاران مرگ - قسمت دوم - آرتیست - اسب جنگی |
| بهترین جلوه‌های ویژه تصویری | بهترین موسیقی |
| هری پاتر و یادگاران مرگ - قسمت دوم - هوگو (فیلم) - ماجراهای تن‌تن (فیلم) - ظهور سیاره میمون‌ها - اسب جنگی                                                                | آرتیست - بندزن خیاط سرباز جاسوس (فیلم) - دختری با خالکوبی اژدها (فیلم ۲۰۱۱) - هوگو (فیلم) - اسب جنگی |
| بهترین فیلم غیر انگلیسی‌زبان | بهترین فیلم بریتانیایی |
| پوستی که در آن زندگی می‌کنم (La piel que habito) - ویران‌شده - پینا (فیلم) - Potiche - جدایی نادر از سیمین                                                               | بندزن خیاط سرباز جاسوس (فیلم) - هفته‌ای که با مریلین گذراندم - Senna - شرم (فیلم ۲۰۱۱) - باید درباره کوین صحبت کنیم (فیلم) |

### بیشترین برنده
- ۷ : آرتیست
- ۲ : هوگو (فیلم), بانوی آهنی (فیلم), Senna, and بندزن خیاط سرباز جاسوس (فیلم)

### بیشترین کاندیدا
- ۱۲ : آرتیست
- ۱۱ : بندزن خیاط سرباز جاسوس (فیلم)
- ۹ : هوگو (فیلم)
- ۶ : هفته‌ای که با مریلین گذراندم
- ۵ : خدمتکاران (فیلم) and اسب جنگی
- ۴ : راندن, هری پاتر و یادگاران مرگ - قسمت دوم, and بانوی آهنی (فیلم)
- ۳ : فرزندان, مانیبال, Senna, and باید درباره کوین صحبت کنیم (فیلم)
- ۲ : ماجراهای تن‌تن (فیلم), ساقدوش‌ها, دختری با خالکوبی اژدها (فیلم ۲۰۱۱), نیمه ماه مارس (فیلم), and شرم (فیلم ۲۰۱۱)

## جستار های مرتبط
- هجدهمین مراسم جایزه انجمن بازیگران فیلم
- شصت و نهمین مراسم گلدن گلوب
- هشتاد و چهارمین دوره جوایز اسکار